# Keigo Sonoda

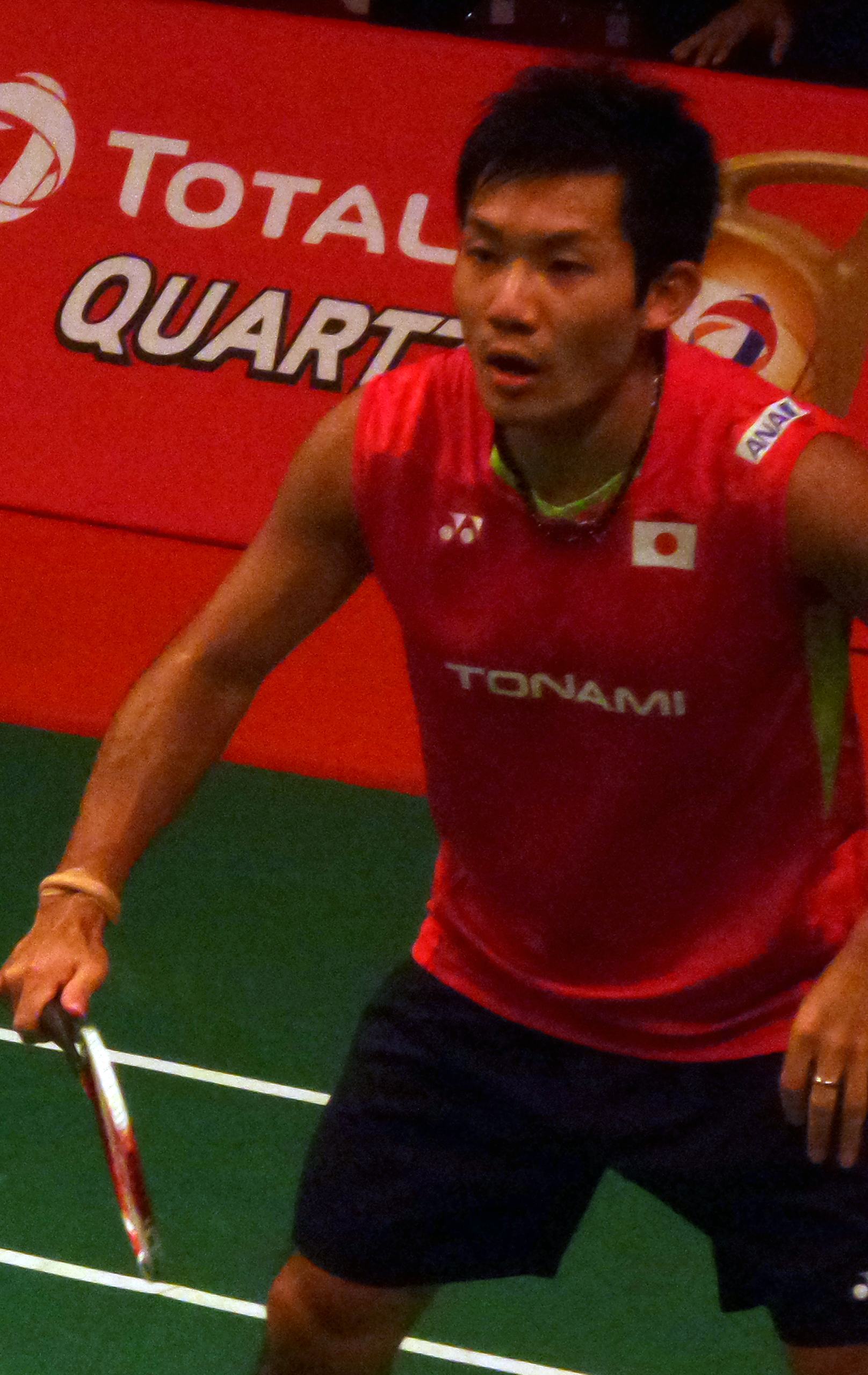
Keigo Sonoda

Keigo Sonoda (jap. 園田 啓悟, Sonoda Keigo; * 20. Februar 1990 in Yatsushiro, Präfektur Kumamoto) ist ein japanischer Badmintonspieler. 

## Karriere
Keigo Sonoda stammt aus der Präfektur Kumamoto und besuchte dort die 3. Mittelschule Yatsushiro und dann die Oberschule Yatsushiro-Higashi. Nach der Schule spielte er zuerst für den Club Kumamoto Yatsushiro YKKAP Club, bevor er 2010 in das Transportunternehmen Tonami Un’yu eintrat und seitdem für deren Werksmannschaft spielt.
Keigo Sonoda gewann 2011 die Malaysia International im Herrendoppel mit Takeshi Kamura. Im gleichen Jahr siegte er in dieser Disziplin auch bei den Osaka International, wobei er dort jedoch mit Takatoshi Kurose am Start war. Bei derselben Veranstaltung gewann er auch die Herreneinzelkonkurrenz.